# Aek Goti (Silangkitang)
Aek Goti is een bestuurslaag in het regentschap Labuhan Batu Selatan van de provincie Noord-Sumatra, Indonesië. Aek Goti telt 5221 inwoners (volkstelling 2010).